# تدفق داخلي

## التدفق الداخلي
في علم المياه التدفق الداخلي (بالإنجليزي: Interflow) هي حركة جانبية تحدث في الجزء العلوي للمياه في المناطق غير المشبعة ( مناطق vadose ), وتلعب هذه المناطق دورا ر ئيسيا في تفاعل المياه السطحية والمياه العميقة حيث تنتقل المياه مباشرة إلى قناة التيار المائي .

## وصف التدفق الداخلي
يمكن وصف التدفق الداخلي بأنه تدفق شبه عميق مشابه للتدفق القاعدي للمياه، ذو معدل تدفق متوسط فهو أبطأ من الجريان الداخلي وأسرع من تدفق المياه الجوفية .